# Elitserien i baseboll 1977
Elitserien i baseboll 1977 var den för 1977 års säsong högsta serien i baseboll i Sverige. Totalt deltog 8 lag i serien, där alla lag spelade mot varandra tre gånger vilket gav totalt 21 omgångar. Efter detta gick de fyra främsta vidare till slutspel och de tre sämsta till nedflyttningsserien. Vinnaren av slutspelet blev svenska mästare och förloraren av nedflyttningsserien flyttades ner.

## Grundserien
Den sista matchen mellan Bagarmossen och Leksand spelades inte då den inte skulle påverka sluttabellen.
| Nr | Lag             | Matcher | Vunna | Förlorade | Vinstprocent |
| -- | --------------- | ------- | ----- | --------- | ------------ |
| 1  | Bagarmossen     | 20      | 19    | 1         | 0.950        |
| 2  | Leksand         | 20      | 17    | 3         | 0.850        |
| 3  | Skarpnäck       | 21      | 14    | 7         | 0.667        |
| 4  | Ljusdal Strikes | 21      | 13    | 8         | 0.619        |
| 5  | Sundbyberg      | 21      | 7     | 14        | 0.333        |
| 6  | Ormkärr         | 21      | 6     | 15        | 0.286        |
| 7  | Alby            | 21      | 5     | 16        | 0.238        |
| 8  | Nälsta          | 21      | 2     | 19        | 0.095        |

## Slutspel

### Semifinal
| Nr | Lag             | Matcher | Vunna | Förlorade | Vinstprocent |
| -- | --------------- | ------- | ----- | --------- | ------------ |
| 1  | Bagarmossen     | 3       | 3     | 0         | 1.000        |
| 2  | Ljusdal Strikes | 3       | 0     | 3         | 0.000        |

| Nr | Lag       | Matcher | Vunna | Förlorade | Vinstprocent |
| -- | --------- | ------- | ----- | --------- | ------------ |
| 1  | Leksand   | 5       | 3     | 2         | 0.600        |
| 2  | Skarpnäck | 5       | 2     | 3         | 0.400        |

### Final
| Nr | Lag         | Matcher | Vunna | Förlorade | Vinstprocent |
| -- | ----------- | ------- | ----- | --------- | ------------ |
| 1  | Bagarmossen | 5       | 3     | 2         | 0.600        |
| 2  | Leksand     | 5       | 2     | 3         | 0.400        |

## Nedflyttningsserien
| Nr | Lag        | Matcher | Vunna | Förlorade | Vinstprocent |
| -- | ---------- | ------- | ----- | --------- | ------------ |
| 1  | Ormkärr    | 6       | 6     | 0         | 1.000        |
| 2  | Sundbyberg | 6       | 3     | 3         | 0.500        |
| 3  | Alby       | 6       | 2     | 4         | 0.333        |
| 4  | Nälsta     | 6       | 1     | 5         | 0.167        |

### Webbkällor
- Svenska Baseboll- och Softbollförbundet, Elitserien 1963-